# Cheetham Hill

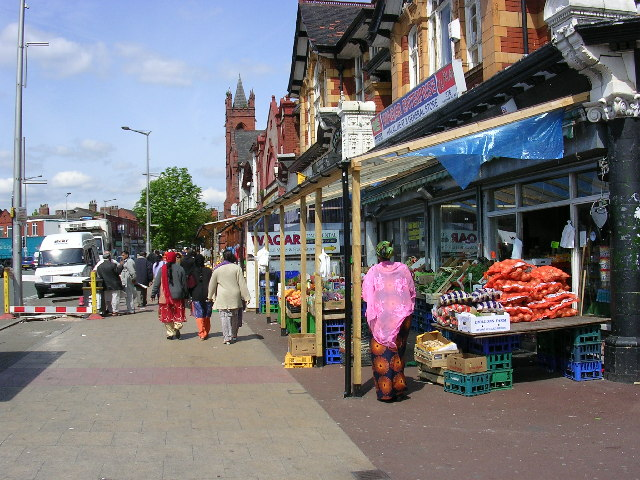
Cheetham Hill Road

Cheetham Hill is een stadsdistrict in Manchester, Engeland, en tevens een kiesdistrict met de naam "Cheetham".
Het ligt op de westelijke oever van de Irk ruim 2 km ten noordoosten van het centrum van Manchester en bij de grens met de stad Salford.
Het is volledig geurbaniseerd, vooral ten gevolge van de industriële revolutie.
Het is thans een uitgesproken multi-culturele omgeving.
In een voormalig busdepot bevindt zich het Transportmuseum van Manchester.

## geboren in Cheetam Hill
- Joseph John Thomson (1856-1940), natuurkundige en Nobelprijswinnaar (1906)
- Efan Ekoku (1967), voetballer